# Adolphe Muzito

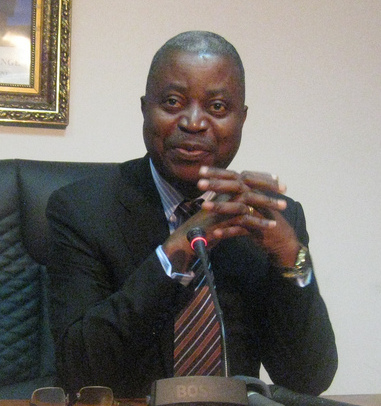
Adolphe Muzito, 2009

Adolphe Muzito (* 1957 in Gungu, Provinz Kwilu) ist ein kongolesischer Politiker. Er war seit dem altersbedingten Rücktritt von Antoine Gizenga vom 10. Oktober 2008 bis zu seinem Rücktritt am 7. März 2012 Premierminister und damit Regierungschef der Demokratischen Republik Kongo. Er gehört der Vereinigten Lumumbistischen Partei (PALU), der drittgrößten Partei des Landes, an.

## Karriere
Schon unter der 1997 beendeten Diktatur Mobutu Sese Sekos war Muzito Inspektor im Haushaltsministerium. In den Jahren 2002 und 2003 nahm er an den Verhandlungen zur Beendigung des Zweiten Kongokrieges teil. In der Folgezeit war er in der Buchhaltungsabteilung der staatlichen Zementfirma der Demokratischen Republik Kongo. 2007 wurde er dann von Gizenga ins Amt des Haushaltminister berufen. Als dieser dann 2008 zurücktrat, ernannte Staatschef Joseph Kabila mit Muzito gemäß dem Koalitionsvertrag von 2006 zwischen den Regierungsparteien einen Politiker der PALU zum neuen Premierminister. Er gilt allgemein als Technokrat und Ökonom.